# Pierre Certon
Pierre Certon est un compositeur français, né vers 1510-1515, actif à Paris durant la moitié médiane du XVIe siècle, et mort dans cette ville le 23 février 1572. Il a été pendant presque quarante ans maître des enfants de la Sainte-Chapelle.

## Biographie

### Jeunesse
L’origine de Certon est encore incertaine. D’aucuns supposent qu’il est né à Melun, ville où l’on détecte en 1527 un "Jehan Certon" qui est "fermier du fourrage" du roi, et où Certon possède un canonicat à partir de 1560.
Mais il existe une autre piste : en 1515, un "Pierre Certon" apparaît parmi les enfants instruits par Alexandre de Clèves, maître d’école de l'église collégiale Saint-Pierre-au-château à Namur, parmi lesquels se trouve également Jacques Arcadelt.
D’où qu’il vienne, Certon est nommé clerc de matines à la cathédrale Notre-Dame de Paris le 29 octobre 1529 et reste à cette place environ deux ans et demi. En août 1530, il est admonesté par le chapitre pour inconduite durant la fête de l’Assomption, il l’est encore le 26 septembre 1530 pour avoir joué à la balle devant Notre-Dame et n’avoir pas assisté au service.

### Carrière
Le 8 mai 1532, il devient clerc à la Sainte-Chapelle, sous le canonicat d’Odon de Coligny, fils de Gaspard Ier de Coligny et frère de Gaspard II de Coligny, amiral de France. L’année suivante paraissent ses premières chansons, chez Pierre Attaingnant. Il prend les ordres de la prêtrise à une date inconnue, et devient ensuite maître du chœur de la Sainte-Chapelle le 15 novembre 1536. Restant à ce poste jusqu’à sa mort, il aura une carrière assez linéaire. Dans les années 1530 Certon apparaît avoir été très lié à Claudin de Sermisy : il compose en 1538 une "fricassée" intitulée Vivre ne puis content sans ma maistresse qui reprend des incipits de chansons de Sermisy. Il adresse également à son ami la dédicace de son livre de motets de 1542 ; enfin il compose une déploration à 6 voix sur la mort de Sermisy en 1562, parue dans ses Meslanges en 1570.
Les registres de la Sainte-Chapelle le citent quelques fois et permettent de retracer quelques événements de sa vie : il y reçoit une chambre le 8 mai 1532, fin mars 1548 il succède à Marc Henry au bénéfice de chapelain perpétuel de la Sainte-Chapelle. Le 2 octobre 1566 il dépose devant les notaires parisiens Benoist Maupéon et Jehan Lusson une fondation d’obit de 300 lt à la Sainte-Chapelle, acceptée le même jour par le chapitre, pour faire chanter des pièces de musique à sa mémoire. Le 23 mai 1571 il est dénoncé au chapitre par le chantre, qui aurait subi de sa part quelques injures durant la procession de Sainte-Catherine du Val des Ecoliers. Ce sont les registres de la Sainte-Chapelle, toujours, qui mentionnent sa mort le 23 février 1572.
D’autres sources éclairent un peu sur sa vie : il est devenu chanoine de la collégiale Notre-Dame de Melun à une date inconnue et fonde, en 1560, un salut solennel à chanter dans cette église tous les ans à la fête de l’Annonciation ; pour en garder la mémoire il fait graver une pierre fixée à la chaire. La même année, en avril, il est partie prenante, avec le chantre Pierre Tappereau, les chanoines et le chapitre d’un projet de révision du rite de cette église.
Il semble avoir atteint une certaine aisance, puisqu’en 1567 il pouvait donner 1040 lt à l’Hôtel-Dieu de Paris. Enfin, en 1559 il est cité parmi les chantres de la Chapelle du roi aux obsèques de Henri II et en 1570, sur le titre de ses Meslanges, il est dit "compositeur de musique de la chapelle du Roy" (cette charge ne fut donnée avant lui qu’à Pierre Sandrin en 1547 et à Clément Janequin en 1557). Ses Meslanges de 1570 sont dédiés à Nicolas III de Neufville de Villeroy, dit Legendre (1525-1598), conseiller du roi, prévôt des marchands et gouverneur de Melun.
On lui connait quelques parrainages :
- le 16 septembre 1542, celui de Marie Jullet, fille d’Hubert Jullet, l’associé de Pierre Attaingnant[13]
- le 11 août 1554, de Perrette fille de James Robineau,
- le 18 juin 1553, de Simon, fils de Pierre Lavocat, homme de chambre et chantre du roi de Navarre[14].
- le 13 janvier 1570, de Pierre, fils de Thomas Champion et Marguerite Edinthon, joueur d’épinette et organiste du roi[15].

## Œuvres
Certon a été un des compositeurs les plus prolifiques du XVIe siècle français. Sa production se divise harmonieusement entre les messes, les motets, les chansons profanes ou spirituelles, avec un accent prononcé pour les chansons profanes.

### Musique sacrée: les messes

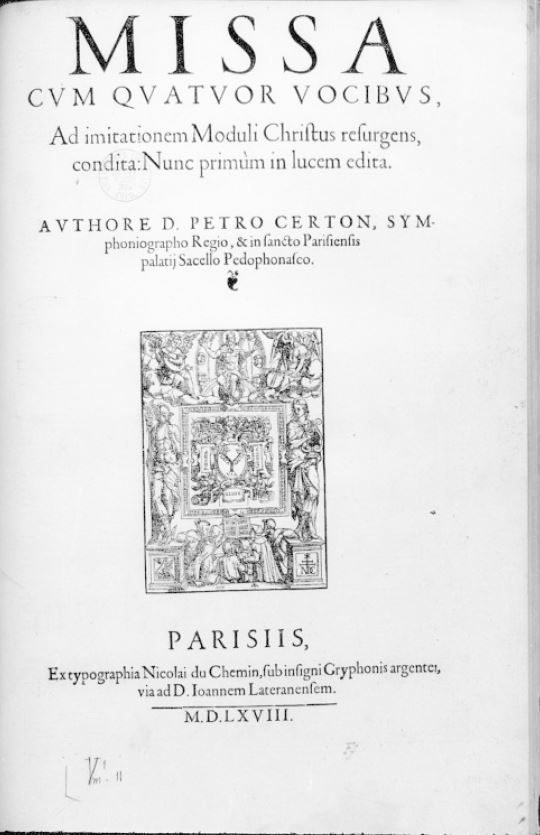
La Missa Christus resurgens (Paris : Nicolas Du Chemin, 1568).

On connaît huit messes complètes de Certon, et trois mouvements isolés :
- Missa Ave sanctissima, 4 v. (Paris : P. Attaingnant, 1540, Heartz 1969 n° 93).
- Missa Dulcis amica, 4 v. (Paris : P. Attaingnant, 1540, Heartz 1969 n° 93).
- Missa Sus le pont d'Avignon, 4 v. (Paris : A. Le Roy & R. Ballard, 1553 et 1558, Lesure 1955 n° 6 et 42).
- Missa Regnum mundi, 4 v. (Paris : N. Du Chemin, 1554 et A. Le Roy & R. Ballard, 1558, Lesure 1953 n° 36 et Lesure 1955 n° 42).
- Missa Adiuva me, 4 v. (Paris : A. Le Roy & R. Ballard, 1558, Lesure 1955 n° 42).
- Missa Le temps qui court, 4 v. (Paris : A. Le Roy & R. Ballard, 1558, Lesure 1955 n° 40).
- Missa pro defunctis, 4 v. (Paris : A. Le Roy & R. Ballard, 1558, Lesure 1955 n° 41).
- Missa Christus resurgens, 4 v. (Paris : N. Du Chemin, 1568, Lesure 1953 n° 88 et 92).
- Pleni sunt coeli (2 v.), Crucifixus (2 v.), Agnus Dei (2 v.) (Venise : A. Gardane, 1553, RISM 155326).

La plupart de ces messes utilise la technique de la parodie, reprenant des thèmes de chansons ou de motets. La technique de composition de Certon laisse une belle part à la variété, où des sections à l’écriture très simple alternent avec des sections à l’écriture plus élaborée.

### Musique sacrée: motets et magnificats
Il existe deux livres de motets entièrement consacrés à cet auteur :
- Recens modulorum editio... viginti quatuor motettorum, liber secundus (Paris : P. Attaingnant, 1542, Heartz 1969 n° 104).

Ouvrage dédié à Claudin de Sermisy, qui est d’ailleurs l’auteur du premier livre de cette série de deux volumes : Heartz 1969 n° 103.
- Moduli, vulgo moteta dicti, quatuor, quinque et sex vocum (Paris : A. Le Roy & R. Ballard, 1555, inconnu de Lesure 1955). Ce recueil a été récemment retrouvé (voir Colin 2009) ; il contient 14 motets.

Les autres motets sont parus dans de nombreux recueils parus entre 1534 et 1565. Les incipits sont : Ajutor meus esto Domine (5 v.), Adorna thalamum (5 v.), (5 v.), Angelus Domini (5 v.), Ascendo ad Patrem (4 v.), Audi filia et vide (4 v.), Ave Maria (3 v.), Ave regina (4 v.), Ave virgo gloriosa (6 v.), Caecilia virgo (4 v.), Cantantibus organis (4 v.), Christo inclita candida (4 v.), Cum sublavesset (4 v.), Da pacem Domine (i) (3 v.), Da pacem Domine (ii) (6 v.), Deus in nomine tuo (5 v.), Diligebat (5 v.), Domine non secundum (5 v.), Domine si tu es (5 v.), Ecce Dominus (3 v.), Ecce ego Johanes (5 v.), Ecce Maria genuit (3 v.), Homo quidam (5 v.), In exitu Israel (4 v.), Inviolata integra (6 v.), Jesu Christe Fili Dei, Jherusalem cito veniet (4 v.), Laus Deo (3 v.), Laus et perennis (4 v.), Ludovice rex francorum (5 v.), Magnificat septimi toni (4 v.), Mane prima fabbati (4 v.), Nativitas tua dei genitrix virgo (4 v.), Non conturbetur (5 v.), O Adonai (5 v.), O crux splendidior (5 v.), Parce mihi Domine (6 v.), Pater noster/Ave Maria (6 v.), Peccata mea (5 v.), Puer natus est nobis (5 v.), Quam dilecta (5 v.), Regina caeli (4 v.), Regina caeli (i) (6 v.), Regina caeli (ii) (6 v.), Sancta et immaculata (4 v.), Sancta Maria (3 v.), Sub tuum praesidium (4 v.), Superne matris gaudia (4 v.), Tanto tempore (4 v.), Tulerunt Dominum meum (4 v.), Verbum iniquum (4 v.), Victime paschali laudes (5 v.), Vidi turbam (5 v.).
Les 24 motets de 1542 et les 14 de 1555 révèlent un style varié, avec une écriture contrapuntique qui rappelle celle des maîtres de l’école du nord, tels Johannes Lupi ou Pierre de Manchicourt. Certon est habitué à l’écriture à 5 ou 6 voix ; il s’inspire souvent de paraphrases du plain-chant, avec des canons ou des formules répétées. On considère que son inspiration mélodique, qui reprenait souvent des thèmes existants, était relativement limitée.

### Musique spirituelle: psaumes et chansons spirituelles

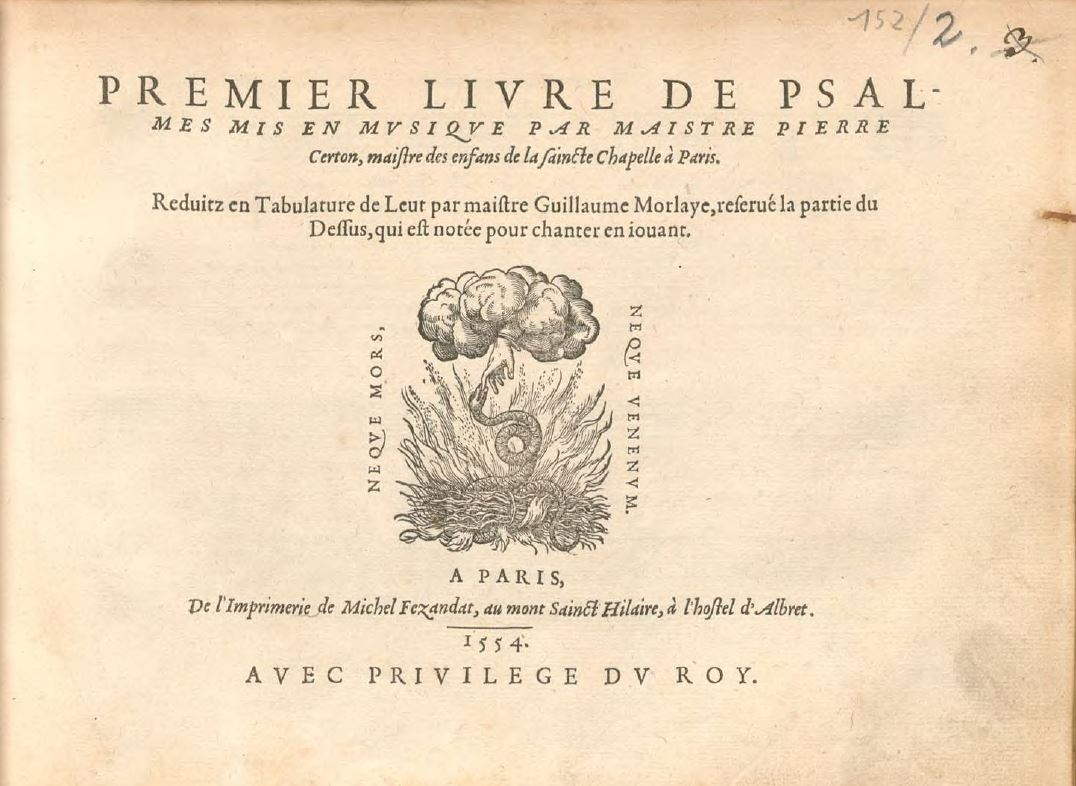
Le Premier livre de psalmes, réduits au luth... (Paris : Nicolas Du Chemin, 1568).

Certon a tenu un rôle sensible dans la mise en musique des psaumes traduits par Clément Marot. Trois recueils se succèdent au fur et à mesure que les traductions sont mises à la disposition des musiciens :
- Trente et un pseaumes à quatre voix mis en musique par Pierre Certon (Paris : P. Attaingnant, 1545). Heartz 1969 n° 142 (daté 1546).

De cette édition on connait maintenant un Bassus à Londres BL : K.11.e.2 et un Superius à Paris BNF (Mus.) : RES VMC-48(1).
- Premier livre de psalmes … reduitz en tabulature de leut par Maistre G. Morlaye (Paris : Michel Fezandat, 1554). Boucaut 2007 n° 11, Brown 1965 n° 15545, Pidoux 1962 54/III.

Ces psaumes sont une mise au luth de treize des psaumes publiés en 1546. Édition moderne : Psaumes de Pierre Certon réduits pour chant et luth par Guillaume Morlaye, éd. François Lesure and Richard de Morcourt (Paris : CNRS, 1957).
- Cinquante pseaulmes de David, mis en musique, 4 v. (Paris : A. Le Roy & R. Ballard, 1555, Lesure 1955 n° 17 bis).

Dédicace à Diane de Poitiers.
Ce volume est une extension de l’édition de 1546, complétée à "50" psaumes (c’est-à-dire les 49 psaumes traduits par Marot et le Cantique de Siméon).
Un psaume supplémentaire et quinze chansons spirituelles à 4, 5 ou 6 v. sont éparpillés dans plusieurs recueils (RISM 15447, 155318 et 19, 15689, 15744) et dans ses Meslanges de 1570.

### Musique profane: chansons

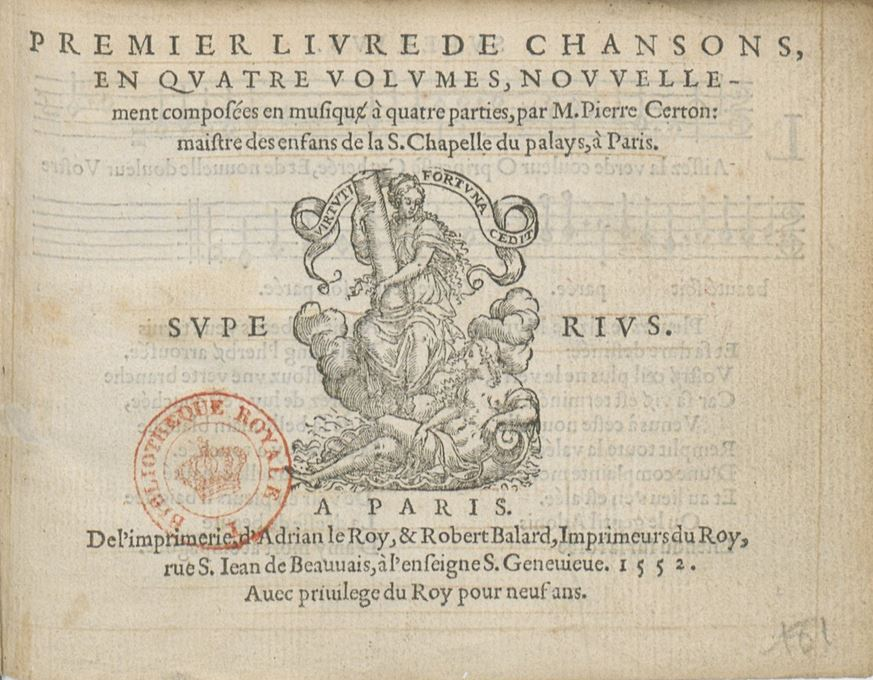
Le Premier livre de chansons (Paris : Le Roy & Ballard, 1552).

Là encore, les chansons de Certon sont à la fois regroupées dans deux monographies et très dispersées :
- Premier livre de chansons, en quatre volumes, nouvellement composées en musique, 4 v. (Paris : A. Le Roy & R. Ballard, 1552, Lesure 1955 n° 3).

Contient 16 chansons.
- Les Meslanges de Maistre Pierre Certon... esquelles sont quatre vingt dict tant cantiques que chansons spirituelles, & autre, à 5, 6, 7 & 8 parties'... (Paris : N. Du Chemin, 1570, Lesure 1953 n° 97).

Contient 84 chansons profanes. Contrairement à ce qui s’observe pour les Meslanges consacrés à Roland de Lassus ou à Claude Le Jeune, cet important recueil n’est pas conçu comme une rétrospective et propose au contraire beaucoup de pièces non publiées. Toutefois, celles-ci sont pour la plupart des extensions à quatre, cinq, six ou huit voix de pièces déjà publiée avec un effectif plus réduit (3 ou 4 voix). Les styles employés dans le volume sont assez variés.
Les 185 autres chansons de Certon sont dispersées dans 64 recueils (surtout imprimés par Pierre Attaingnant à Paris) parus entre 1533 et 1567, voir la liste dans Agnel et Freedman.
Les principales éditions modernes sont :
Pierre Certon, Chansons polyphoniques publiées par Pierre Attaingnant, ed. H. Expert and A. Agnel, Maîtres anciens de la musique française, II-IV, (Paris, 1967–1968).
Pierre Certon, Complete chansons published by Le Roy and Ballard, ed. J. A. Bernstein, (The Sixteenth century chanson, VI), 1990.
Le Parangon des chansons [imprimé par J. Moderne], ed. J. A. Bernstein, (The Sixteenth century chanson, XXIV-XXVIII), 1992–3.
Dans ses premières chansons, Certon privilégie des textes courts (de Maurice Scève, Clément Marot, Lyon Jamet, Gabriel Chappuys ou Mellin de Saint-Gelais notamment), sur les fragments desquels il adapte des motifs sans pour autant constituer une mélodie continue sur une phrase entière. Il adopte ensuite un style strophique (où les strophes se succèdent sous la même musique), avec une composition homorythmique (phrases d’égales valeurs) et syllabique (une note par syllabe). En cela, on peut considérer qu’il anticipe l’avènement des voix de ville.

### Sur sa vie et son contexte
- Isabelle Handy, Musiciens au temps des derniers Valois (1547-1589). Paris : Honoré Champion éditeur, 2008.
- Craig Wright, Music and ceremony at Notre Dame de Paris, 500-1500. Cambridge, 1989.
- Aimé Agnel et Richard Freedman, « Pierre Certon », Grove’s Dictionary of Music and Musicians, online edition.
- François Lesure, « Pierre Attaingnant : notes et documents », Musica disciplina 3 (1949), p. 33–40.
- Michel Brenet (pseud. de Marie Bobillier), Les Musiciens de la Sainte-Chapelle du Palais : documents inédits, recueillis et annotés. Paris, 1910.
- Léon Brièle, Récolement des archives de l'administration générale de l'Assistance publique qui ont échappé à l'incendie de mai 1871... Paris : H. Champion, 1876.
- Théophile Lhuillier, « Notes sur quelques artistes musiciens dans la Brie », Bulletin de la Société d'archéologie, sciences, lettres et arts du département de Seine-et-Marne 5 (1868), p. 317–340.
- Bernard de La Fortelle, Histoire et description de Notre-Dame de Melun. Melun : 1843.

### Sur la bibliographie de ses œuvres
- Audrey Boucaut, Les imprimeurs de musique parisiens et leurs publics : 1528-1598. Thèse de doctorat en Musicologie (Université de Tours, 2007). [contient au vol. II p. 141-159 une bibliographie des éditions musicales de Michel Fezandat, non publiée].
- Daniel Heartz, Pierre Attaingnant, royal printer of music : a historical study and bibliography catalogue, Berkeley, University of California Press, 1969.
- François Lesure et Geneviève Thibault, Bibliographie des éditions d'Adrian Le Roy et Robert Ballard (1551-1598). Paris : 1955. Supplément in Revue de Musicologie 40 (1957) p. 166-172.
- François Lesure et Geneviève Thibault. « Bibliographie des éditions musicales publiées par Nicolas Du Chemin (1549-1576) », Annales musicologiques 1 (1953) p. 269-373 + suppl.

### Sur ses œuvres
- Marie-Alexis Colin, « La redécouverte des Moduli, vulgo moteta dicti, quatuor, quinque et sex vocum, liber primus de Pierre Certon (Paris, 1555), maillon essentiel de l’histoire du motet en France au XVIe siècle », La la la... maistre Henri : mélanges de musicologie offerts à Henri Vanhulst (Tours, CESR, Turnhout, Brepols, 2009), p. 109-125.
- Kate Van Orden, « Imitation and “La musique des anciens : Le Roy et Ballard's 1572 Mellange de chansons », Revue de Musicologie 80 (1994), p. 5–37.
- John T. Brobeck, The Motet at the Court of Francis I (diss., University of Pennsylvania, 1991).
- Isabelle His, « Les “Mélanges musicaux” au XVIe et au début du XVIIe siècle », Nouvelle revue du XVIe siècle 8 (1990), p. 95–110.
- Jean-Pierre Ouvrard, « Le sonnet ronsardien en musique : du Supplément de 1552 à 1580 », Revue de Musicologie 74 (1988), p. 149–164.
- Edward Kovarik, « The parody chansons of Certon's Meslanges », Music and context : essays for John M. Ward, ed. A.D. Shapiro and P. Benjamin (Cambridge (MA), 1985), p. 317–351.
- Aimé Agnel, Les chansons polyphoniques de Pierre Certon (Thèse, Université de Paris, 1970).
- Sherman Van Solkema, The liturgical music of Pierre Certon (dissertation, U. of Michigan, 1962)
- Pierre Pidoux, « Les psaumes d'Antoine de Mornable, Guillaume Morlaye et Pierre Certon (1546, 1554, 1555) : étude comparative », Annales musicologiques 5 (1957), p. 179–198. [Les conclusions de cet article sont erronées, Pidoux ayant confondu le livre de psaumes de Mornable avec celui de Certon].

## Vidéographie sélective
- Missa Ave sanctissima, Agnus Dei (Ensemble Vox cantoris), sur Youtube
- Missa pro defunctis, Introit (Ensemble Vox cantoris), sur Youtube
- Déploration sur la mort de Claudin de Sermisy (Ensemble Vox Cantoris), sur Youtube
- Psaume 32 : O Bienheureux celuy dont... sur Youtube
- Chanson Que n'est-elle auprès de moy (Ensemble Gilles Binchois), sur Youtube
- Chanson La la la je ne l'ose dire (Ensemble Clément Janequin), sur Youtube